# Telmex
Teléfonos de México, beter bekend als Telmex, is Mexico's grootste telecommunicatiebedrijf.
Telmex was lange tijd in handen van de Mexicaanse overheid, een tijd waarin nauwelijks in de infrastructuur geïnvesteerd werd. Op last van Carlos Salinas werd het in 1990 geprivatiseerd. Telmex werd opgekocht door een groep investeerders onder leiding van Carlos Slim. Daar het bedrijf niet gesplitst werd is het monopolie behouden gebleven, waardoor de prijzen sindsdien fors zijn verhoogd. Hoewel er een aantal kleine concurrenten zijn, die meestal slechts op regionaal niveau opereren, is Telmex in de praktijk het enige bedrijf dat telefonie, mobiele telefonie en internet in Mexico levert, en wordt er vaak van beschuldigd een roofmonopolie te hebben.
De mobiele telefonieketen América Móvil is eigendom van Telmex, en het bezit ook verschillende telefonie- en internetwerken in andere landen in Latijns-Amerika. Voorzitter en CEO van Telmex is de Mexicaan Carlos Slim, welke meerdere malen als rijkste man ter wereld te boek heeft gestaan. Anno 2015 vervult Bill Gates deze positie weer.